# Bombay Beach
Bombay Beach ist ein census-designated place am Ostufer des Saltonsees im Imperial County im US-Bundesstaat Kalifornien. Das U.S. Census Bureau hat bei der Volkszählung 2020 eine Einwohnerzahl von 231 ermittelt.

## Lage
Unmittelbar westlich der Stadt befindet sich der 1905 entstandene künstliche Salzsee, mit dessen Bewirtschaftung in den 1920er-Jahren, aber auf den Nord- und Südseiten des Sees, begonnen wurde. Das Umland von Bombay Beach ist steinig und weitgehend vegetationslos. Im Osten des Ortes liegen die Chocolate Mountains mit Übungsgeländen der US-Streitkräfte, insbesondere Testgelände für Bombenabwürfe.

## Geschichte
Bereits vor Gründung des Ortes entstand die Eisenbahnlinie der Southern Pacific Railroad, die unweit von Bombay Beach verläuft.
Bombay Beach war ab den 1950er-Jahren ein begehrtes Ausflugsziel für Wassersportler, da es Sandstrände mit einer ruhigen Wasseroberfläche verband. Nach einer stürmischen Entwicklungsphase entwickelte sich die Besucher- und Einwohnerzahl aber bereits ab den 1960er-Jahren stark rückläufig: Abschreckend wirkten die heißen klimatischen Bedingungen am Saltonsee, der sich in dieser Zeit als instabiles Ökosystem erwies. Mehrfach in den 1960er- und 1970er-Jahren kam es aufgrund von Tropenstürmen zur Überschwemmung der Siedlungsfläche; durch die langen Trockenphasen erwies sich der Wasserpegel insgesamt als zu instabil. Obendrein ist die Region ein geologisch aktives Gebiet mit im Schnitt einem starken und mehreren schwachen Erdbeben pro Jahr. Häufige und geruchsintensive Fischsterben im See taten ihr Übriges. So kam es, dass viele Bewohner ihre Häuser aufgaben. Ein Erdwall trennt eine völlig aufgegebene, einstige Siedlungsfläche näher am einstigen Seeufer von dem heute noch bewohnten Ort.
Während Salton City auf der gegenüberliegenden Seeseite mit ebenfalls niedrigen Immobilienpreise als Rückzugsort für Rentner wieder im Aufwind ist, blieben in Bombay Beach vor allem Menschen in extremer Armut sowie Aussteiger; die meisten Einwohner leben in Wohnwagen. In der oberen Lage des Ortes liegt die Seniorensiedlung Fountain of Youth, in der 2001 auch einige Deutsche lebten.
Die Einwohnerzahl ist niedrig und stark schwankend: 2000 wurden noch 366 Personen im Ort gezählt, 2010 waren es nur noch 295, 2020 waren es wieder 415.